# Grodzisko Dolne
Grodzisko Dolne – wieś w Polsce, w województwie podkarpackim, w powiecie leżajskim, siedziba gminy Grodzisko Dolne, położona w niewielkiej odległości od miast: Leżajsk, Sieniawa, Przeworsk, Łańcut. Wieś usytuowana jest na skraju regionów etnograficznych: lasowiackiego, łańcuckiego i przeworskiego. Takie położenie wytworzyło specyficzny folklor grodziski, odmienny w obrzędowości, muzyce, a przede wszystkim w stroju kobiecym.
Obecnie Grodzisko Dolne to wieś typowo rolnicza o rozdrobnionej strukturze gospodarstw.

## Integralne części wsi
| SIMC    | Nazwa       | Rodzaj    |
| ------- | ----------- | --------- |
| 0650608 | Glinice     | część wsi |
| 0650614 | Górki       | część wsi |
| 0650620 | Kormanice   | część wsi |
| 0650637 | Krzaki      | część wsi |
| 0650643 | Miasto      | część wsi |
| 0650650 | Mokrzanka   | część wsi |
| 0991491 | Piekło      | część wsi |
| 0650666 | Podkościele | część wsi |
| 0650672 | Zaborcze    | część wsi |
| 0650689 | Zabrowarze  | część wsi |
| 0650695 | Zadróżka    | część wsi |

## Geografia
Krajobraz wsi Grodzisko Dolne jest urozmaicony. Płaskie równiny Doliny Dolnego Wisłoka i Doliny Dolnego Sanu kontrastują z pagórkami Płaskowyżu Kolbuszowskiego, które rozciągają się w części zachodniej. Wśród nich płynie struga Leszczynka lewobrzeżny dopływ Wisłoka. Osobliwością okolicy są liczne zagłębienia polodowcowe tworzące charakterystyczne jeziorka i stawy. Największe z nich to niegdyś naturalne jeziorko ‘Czyste’. Obecnie jest ono sztucznie powiększone. Zajmuje obszar 8 ha. Położone w ładnej, lesistej okolicy stanowi atrakcyjne kąpielisko i miejsce do wędkowania.

## Przynależność terytorialna i administracyjna
- 1340–1772 w ziemi lwowskiej, województwa ruskiego w I RP.
- 1772–1918 w Królestwie Galicji i Lodomerii w Cesarstwie Austriackim. W tym okresie, Grodzisko Górne i Dolne zamieszkiwało 2181 osób według spisu ludności z 1857. Parafia rzymskokatolicka loco. Właścicielem tabularnym obu wiosek był Antoni Kellermann.
- 1918–1939 wieś i gmina w powiecie łańcuckim, województwa lwowskiego (2273 mieszkańców w 1930) w II RP.
- 1954–1972 wieś należała i była siedzibą władz gromady Grodzisko Dolne.
- 1945–1998 w województwie rzeszowskim w III RP.
- Od 1999 w województwie podkarpackim i powiecie leżajskim.

## Historia
Grodzisko Dolne posiada bogatą prehistorię. Odkryto tu ślady osadnictwa z okresu 12 tys. l.p.n.e. Ciągłość osadnictwa datuje się tu od ok. VI-V w. p.n.e. Prace archeologiczne w Grodzisku Dolnym trwały jeszcze w pierwszych latach XXI w. Według legendy Grodzisko Dolne założył król Bolesław Chrobry.
W 1515 roku wieś wzmiankowana w regestrach poborowych ziemi przemyskiej, jako Grodzysko w kluczu przeworskim, mające 65 łanów kmiecych. W 1589 roku wieś wzmiankowana jako Grodzisko, posiadające 54½ łanów kmiecych, a także wzmiankowano oddzielną wieś Grodziska Wola, mającą 2 łany. W 1613 Grodzisko Dolne uzyskało prawo do organizowania dwóch targów.  Wieś była własnością prywatną rodów magnackich. W 1628 roku wieś wzmiankowana w rejestrach poborowych ziemi przemyskiej, posiadająca 52 łany, w kluczu przeworskim Stanisława Lubomirskiego. W latach 1651, 1658 wieś wzmiankowana w kluczu przeworskim Jerzego Sebastiana Lubomirskiego.
W 1664 Jerzy Sebastian Lubomirski zatwierdził statut cechu tkaczy, który zrzeszał 40 członków i cechmistrza. Wioska słynęła w regionie z produkcji tkanin, targów suknem. W 1674 roku Grodzisko Dolne posiadało 242 domy, a Grocziska Wola 39 domów, w kluczu przeworskim Stanisława Herakliusza Lubomirskiego. W 1720 r. prawdopodobnie, Teodor Józef Lubomirski założył z części wioski miasto prywatne, Grodzisko Miasteczko, w którym rozwijało się rzemiosło i usługi oraz osadnictwo żydowskie. 
Ostatnim właścicielem Grodziska Dolnego z rodu Lubomirskich, był Jerzy Marcin Lubomirski który około 1779 roku sprzedał m.in. Grodzisko Dolne, Maciejowi Aleksandrowi Borzęckiemu.  
W 1910 roku we wsi została założona orkiestra włościańska. We wsi działały organizacje społeczne, głównie ludowcy.
1 kwietnia 1930 roku do Grodziska Dolnego (gminy jednostkowej) przyłączono ponownie, dawne miasto i gminę Grodzisko Miasteczko
W dniach 22–27 czerwca 1933 w Grodzisku Dolnym miała miejsce tzw. 'rewolucja grodziska', podczas której zginęło 2 policjantów i 6 osób cywilnych. 
W latach 1929–1930 wieś wzmiankowana w „Księdze adresowej Polski”: Właścicielem ziemskim był Zygmunt Lityński. W Grodzisku Dolnym działała szkoła ludowa, Kasa pożyczkowo-oszczędnościowa Stefczyka, Spółdzielnia Mleczarska i Kółko Rolnicze. Akuszerkami były: M. Kornafel, M. Łyżeń. Handlem zajmowali się: bławaty (S. Baj, R. Grűnstein, S. Knobler), zboże (R. Weingarten), artykuły spożywcze (J. Danak, N. Grűner, L. Kastenbaum, F. Kryla, S. Leja, A. Tenenbaum), towary różne (J. Beller, W. Leja, A. Łyżeń, F. Mach), piwo (J. Chmura. J. Stopyra), bydło (Sz. Gottlieb),  nierogacizna (Sz. Majkut, Wal. i Woj. Rynasiewicze), wyroby tytoniowe (P. Stopyra), wyszynk trunków (B. Czupich, Ch. Grűner, W. Miś). Usługi: młyn „Irena” (wł. Z. Lityński), młyny (J. Hassmann, P. Szpila), kaszarnia (Ch. Einsiedler), kowal (A. Salwach), stolarz (F. Bęben).
W lutym 1943 roku – oddział Gwardii Ludowej „Iskra” pod dowództwem Zdzisława Basaka ps. „Marian” opanował posterunek policji. Rozbrojono 12 policjantów. Zginął jeden policjant. Posterunek spalono.

## Zabytki
- Kościół parafialny pw. św. Barbary wybudowany w stylu eklektycznym usytuowany jest przy głównej drodze. Ma charakter obronny z uwagi na cechy architektoniczne oraz miejsce, na którym został wybudowany. W roku 1408 na miejscu dzisiejszego kościoła stał kościół drewniany pod opieką Benedyktynów. Kolejny kościół został spalony przez Tatarów w 1626. Budowę obecnej, murowanej świątyni rozpoczęto około roku 1700 z inicjatywy proboszcza Sebastiana Zawadzkiego. Budowę ukończono po 1777. W latach 1857–1867 został rozbudowany. Przedłużono nawę ku zachodowi, rozbudowano prezbiterium ku wschodowi. Po jego bokach dobudowano zakrystie. Przed 1873 dobudowano dwie kaplice transeptowe. Na początku XX w. dobudowano kruchtę południową.

Kościół jest jednonawowy o trójdzielnej fasadzie, poprzedzonej kruchtą. Fasada zwieńczona jest profilowanym szczytem z czterema rzeźbami świętych. Na jego osi, w architektonicznym obramieniu umieszczono rzeźbę św. Barbary. W polach bocznych znajdują się nisze z rzeźbami św. Piotra i św. Pawła. Przy elewacjach bocznych znajdują się kwadratowe kaplice, do których przylegają zakrystie. Po stronie wschodniej znajduje się prezbiterium z lożami kolatorskimi na piętrze. W kalenicy dachu umieszczono wieżyczkę na sygnaturkę.
Wyposażenie wnętrza kościoła pochodzi z przełomu XIX i XX w. Ołtarz główny jest drewniany. Pochodzi z lat 1897–1900. Został wykonany przez Józefa Malacha, miejscowego rzemieślnika. Zdobią go obrazy 'Świętej Rodziny i Świętej Barbary, namalowane przez Władysława Bąkowskiego z Leżajska. W kościele znajduje się też pięć ołtarzy bocznych. Jeden z nich, w 1881, wykonał Karol Sokalski z Łańcuta. Ozdobą kościoła jest również zdobiona ambona z 1902. Polichromię figuralną wykonał przed rokiem 1900 Władysław Bakowski.
Obok kościoła znajduje się dzwonnica z 1892. W latach 20. XX w. ufundowano kapliczki, znajdujące się obok kościoła. Odpusty parafialne przy kościele odbywają się dwa razy w roku, 26 lipca i 4 grudnia.
- Architektura drewniana z przełomu XIX i XX w.
- Kilkadziesiąt kapliczek, m.in.:

Kapliczka w kształcie sterczyny gotyckiej obok kościoła.
Kapliczka murowana (obok domu nr 242), ufundowana przez Andrzeja i Annę Czerwonka w 1895. W jej wnętrzu umieszczono figurę Chrystusa Króla.
Czterokondygnacyjna kapliczka pw. św. Antoniego.

## Atrakcje
Grodzisko Dolne organizuje wspólnie z sąsiednim Grodziskiem Górnym wiele ciekawych imprez, do których m.in. należą:
- Dni Grodziska połączone z odpustem w dniu św. Anny.
- Parada Straży Grobowych (tzw. Turki).

## Urodzeni w Grodzisku Dolnym
- Józef Burszta – polski etnograf (etnolog), socjolog i historyk,
- Ilex (Chaim) Beller – francuski malarz żydowskiego pochodzenia[potrzebny przypis]
- ks. Antoni Joniec (1869–1952) – duchowny rzymskokatolicki, proboszcz w Monasterzyskach, dziekan w Buczaczu[17]
- Bracia Kazimierz (1899) i Mieczysław (1901) Kwaśniewicz[18].
- Józef Malach – polski rzeźbiarz.
- Wincenty Urban (1911 - 1983) – polski biskup rzymskokatolicki we Wrocławiu.